# Orgilus detectus
Orgilus detectus är en stekelart som beskrevs av Léon Abel Provancher 1886. Orgilus detectus ingår i släktet Orgilus och familjen bracksteklar. Inga underarter finns listade i Catalogue of Life.